# Cagnotte
Cagnotte település Franciaországban, Landes megyében. Lakosainak száma 778 fő (2022. január 1.). Cagnotte Bélus, Cauneille, Gaas, Heugas, Peyrehorade, Pouillon és Saint-Lon-les-Mines községekkel határos.

## Népesség
A település népességének változása:
| Lakosok száma | 457  | 472  | 506  | 645  | 759  | 769  | 760  | 763  | 765  | 778  |
|               | 1968 | 1982 | 1990 | 2006 | 2013 | 2015 | 2017 | 2019 | 2020 | 2022 |